# Vrhovac
Vrhovac is een plaats in de gemeente Ozalj in de Kroatische provincie Karlovac. De plaats telt 372 inwoners (2001).